# Цьосова
Цьосова (пол. Ciosowa) — село в Польщі, у гміні Медзяна Ґура Келецького повіту Свентокшиського воєводства.
Населення — 392 особи (2011).
У 1975-1998 роках село належало до Келецького воєводства.

## Демографія
Демографічна структура на день 31 березня 2011 року:
|          | Загалом | Допрацездатний вік | Працездатний вік | Постпрацездатний вік |
| -------- | ------- | ------------------ | ---------------- | -------------------- |
| Чоловіки | 186     | 32                 | 142              | 12                   |
| Жінки    | 206     | 40                 | 130              | 36                   |
| Разом    | 392     | 72                 | 272              | 48                   |